# Cazaugitat
 Cazaugitat  es una comuna francesa situada en el departamento de Gironda, en la región de Nueva Aquitania.

## Demografía
| 352 | 323 | 294 | 236 | 212 | 223 | 234 |
| Para los censos de 1962 a 1999 la población legal corresponde a la población sin duplicidades (Fuente: INSEE [Consultar]) |     |     |     |     |     |     |